# غيانا البريطانية

علم غيانا البريطانية

غِيانا البريطانية (إنجليزية:British Guiana) كان اسم مستعمرة بريطانية على الساحل الشمالي لأمريكا الجنوبية، وهي الآن تحمل دولة غيانا المستقلة. واستمر بعضها في غيانا وغيانا الفرنسية.

## أعلام
- بولين ميلفيل
- فيل غريفيثز
- بربادوس جو والكوت
- توماس بابتيست
- يان كاريو

## وصلات خارجية
- غيانا البريطانية